# یان پزمن
یان پزمن (انگلیسی: Jan Pesman; ۴ مهٔ ۱۹۳۱ – ۲۳ ژانویهٔ ۲۰۱۴) اسکیت‌باز سرعت اهل پادشاهی هلند بود.